# Chalsa (Inde)
Chalsa est une ville située dans l'État indien du Bengale-Occidental.